# Coptoprepes campinensis
Coptoprepes campinensis är en spindelart som beskrevs av Ramírez 2003. Coptoprepes campinensis ingår i släktet Coptoprepes och familjen spökspindlar. Inga underarter finns listade i Catalogue of Life.